# Andor Adorján
Andor Adorján (n. 27 mai 1883, Szombathely, Austro-Ungaria – d. 7 februarie 1966, Eaubonne, Franța) a fost un scriitor, traducător și jurnalist maghiar.